# 李根 (報人)
李根（1825年—?），（Li Kan，Lee Kan），小名亞根（Akan），福建牛洪瀨（即牛尾壟及洪瀨，今福建泉州南安洪瀨鎮）人，美國華僑報人之一。

## 生平

### 早年生活
1825年，李根出生于福建牛洪瀨。在14岁那年（即1840年）入读澳門马礼逊教会学堂，並在学堂结识后来成为中国首位留学美国的留学生容闳、报人黄胜、西医黄宽。经过多年的在校学习，习得一口流利英语口语，从香港马礼逊教会学堂毕业。

### 辦報生涯
1854年至1856年間，到了美國舊金山生活。在傳教士支持下，出版過兩份中英文合刊報章如舊金山新錄及東涯新錄，為世界最早出現的華文報章之一。 